# Migneauxia sudanensis
Migneauxia sudanensis es una especie de coleóptero de la familia Latridiidae.

## Distribución geográfica
Habita en Sudán.